# Provincie Cádiz
Provincie Cádiz je jednou z osmi provincií Andalusie, autonomního společenství na jihu Španělska; zahrnuje vůbec nejjižnější pevninská území Španělska. Leží při pobřeží Atlantského oceánu (na západě, Gibraltarské úžiny na jihu a při pobřeží Středozemního moře na jihovýchodě. Na severozápadě se nachází ústí řeky Guadalquivir. Sousedí s provinciemi Huelva, Sevilla a Málaga a s britským zámořským územím Gibraltar. Žije zde přibližně 1,25 milionu obyvatel.

## Administrativní dělení

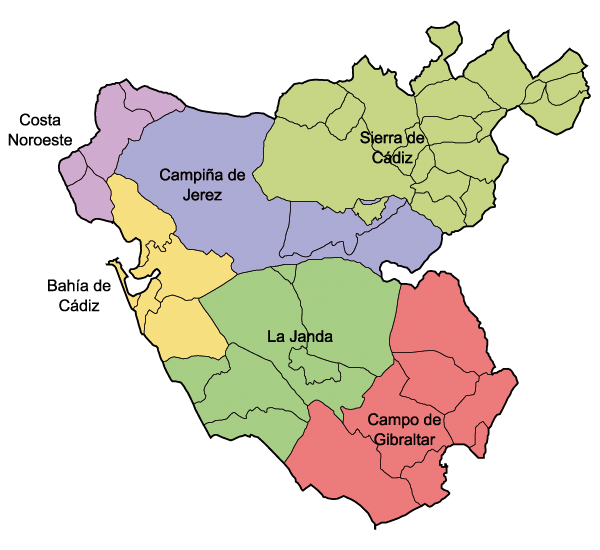
6 comarek provincie Cádiz

Provincie je od změny v roce 2003 rozdělena na 6 comarek:
- Bahía de Cádiz
- Campiña de Jerez
- Noroeste de Cádiz
- La Janda
- Campo de Gibraltar
- Sierra de Cádiz

## Znak provincie
Jako v řadě jiných případů v Andalusii i jinde ve Španělsku (Almería, Ciudad Real, Palencia aj.) je znak provincie Cádiz tvořen znaky významných měst. Od roku 2003 již neodpovídá rozdělení provincie na comarky. Tvoří jej 12 polí ve čtyřech řadách po třech. Namísto štítonošů jsou zde stejně jako u státního znaku Herkulovy sloupy (zde nekorunované).
Popis znaku: Štít o 12 polích ve čtyřech řadách v následujícím pořadí: 1) zlatý hrad v červeném s červenými okny nad stříbrnými a modrými vlnami, provázený dvěma zlatými palmovými ratolestmi (Algeciras); 2) zlatý most o třech obloucích v modrém, uprostřed pobořený, nad stříbrnými a modrými vlnami, na něm dva stříbrné sloupy, spojené stuhou, z níž visí zlatý klíč a nese také nápis „1820 Unión y Fuerza 1810“, a v hlavě je zlatý trojhran s paprsky stejného kovu, v němž je vepsáno lidské oko (San Fernando); 3) v červeném poli stříbrná stavba černě zděná se dvěma oblouky v přízemí a se třemi v patře, střed je zvýšený, vše nad stříbrnými a modrými vlnami (Arcos de la Frontera); 4) v červeném je zlatá věž s věžičkami, černě spárovaná, provázená dvěma zelenými olivovými větvemi se sb. nití a zl. bordura s nápisem „De mí sale la paz“ (Olivera); 5) ve stříbře přirozený Herkules, oděný lví kůží mezi dvěma jinými lvy, kteří se vzpínají, s černým kyjem a se zlatým lemem pole s opisem „Hércules Fundador Gadium Dominatorque“ (Cádiz); 6) ve stříbře červený hrad, z nějž visí zlatý řetěz s klíčem z téhož kovu do červené paty pole (San Roque – převzatý znak Gibraltaru); 7) ve zlatě Sv. Jakub apoštol, jedoucí do boje na vzpínajícím se koni na pažitu, vše svých barev (Medina-Sidonia); 8) stříbrné a modré vlnité pruhy, lem kouskovaný kastilsko-leonský (Jerez de la Frontera); 9) v modrém zlatý hrad nad modrými a sb. vlnami, převýšeno obrazem Panny Marie de los Milagros ve sb. hávu se zl. korunou ve zl. paprscích (Puerto de Santa María); 10) v modrém zlatá věž s čv. okny na kopci svých barev nad m. a sb. vlnami, střežená dvěma zlatými vzpínajícími se lvy (Chiclana); 11) ve stříbře přirozený okřídlený býk na zl. evangeliu, jež pluje po vlnách (m. a sb.). Z býka roste věž svých barev a nad ní je zlatá hvězda (Sanlúcar de Barrameda); a 12) polceno, a) ve stříbře červený lev se zl. korunou; b) ve zlatě čtyři čv. kůly a kolem je modrý lem s osmi zlatými štítky s modrými břevny (Grazalema). Klenot: uzavřená královská koruna, štítonoši – Herkulovy sloupy s nápisem „Plus Ultra“.
Znak byl přijat provinční deputací na plenárním zasedání 2. ledna 1886, pozměněn byl 1927.

## Obyvatelstvo a sídla

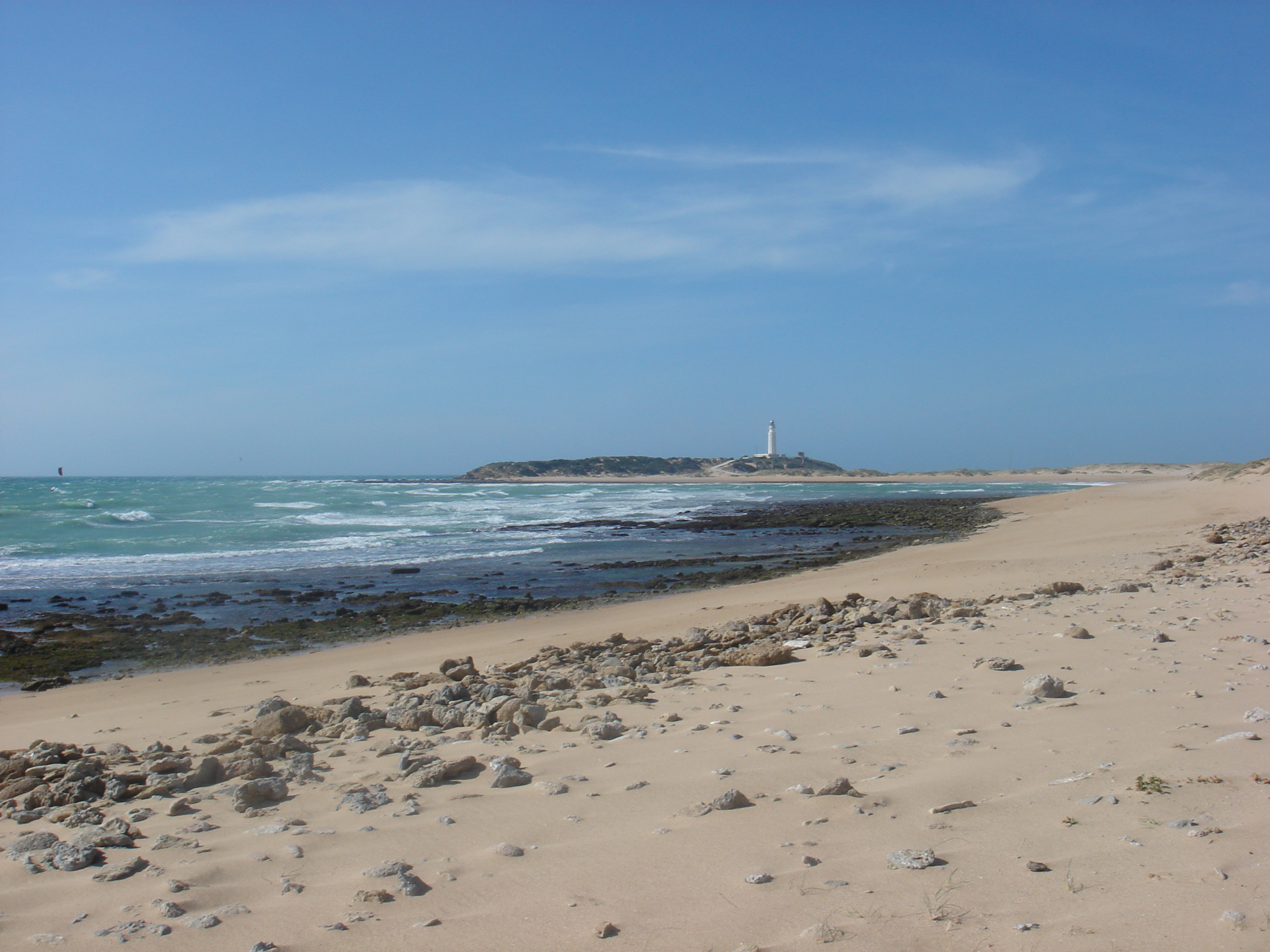
Pobřeží poblíž mysu Trafalgar

Provincie patří ve Španělsku mezi hustěji osídlené, rozložení obyvatelstva je však nerovnoměrné: polovina obyvatel (přes 600 000) žije v metropolitní oblasti kolem měst Cádiz a Jerez de la Frontera, zatímco venkovský střed a východ provincie jsou osídlené řídce. V Cádizu, který se pro své umístění na výběžku nemůže dále rozrůstat, v současnosti ubývá obyvatel, zatímco město Jerez se během 20. století stalo největším městem provincie.
| Nº | sídlo                     | obyvatel | provincie % |
| 1  | Jerez de la Frontera      | 202 687  | 16,62       |
| 2  | Cádiz                     | 128 554  | 10,54       |
| 3  | Algeciras                 | 114 012  | 9,35        |
| 4  | San Fernando              | 95 026   | 7,79        |
| 5  | El Puerto de Santa María  | 85 117   | 6,98        |
| 6  | Chiclana de la Frontera   | 74 261   | 6,09        |
| 7  | Sanlúcar de Barrameda     | 63 968   | 5,25        |
| 8  | La Línea de la Concepción | 63 663   | 5,22        |
| 9  | Puerto Real               | 38 974   | 3,20        |
| 10 | Arcos de la Frontera      | 30 508   | 2,50        |
| 11 | San Roque                 | 27 635   | 2,27        |
| 12 | Rota                      | 27 571   | 2,26        |
| 13 | Barbate                   | 22 582   | 1,85        |
| 14 | Los Barrios               | 21 358   | 1,75        |
| 15 | Conil de la Frontera      | 20 301   | 1,67        |